# Triisobutylphosphat
Triisobutylphosphat ist ein Phosphorsäureester, der als Entschäumer verwendet wird. Er ist isomer zu Tri-n-butyl-phosphat.

## Darstellung
Triisobutylphosphat kann durch Umsetzung von Phosphortrichlorid und Natriumisobutylat gewonnen werden.